# 薩伏依的比安卡
薩伏依的比安卡（義大利語：Bianca di Savoia，1337年—1387年12月31日），米蘭領主夫人，薩伏依伯爵阿梅迪奥六世的妹妹。

## 家庭
1350年，比安卡和米蘭領主加萊亞佐二世·維斯孔蒂結婚，兩人共有1子2女：
1. 吉安（1351年—1402年），米蘭公爵
2. 瑪麗亞（1352年—1362年），夭折
3. 薇爾蘭特（英语：Violante Visconti）（1354年—1386年），克拉倫斯公爵夫人